# ویلیام تانگ
ویلیام مورتن تانگ (زاده ۲ مه ۱۹۷۳) یک وکیل و سیاستمدار آمریکایی است. تانگ متولد هارتفورد، کانکتیکات، در دانشگاه براون و دانشکده حقوق دانشگاه شیکاگو تحصیل کرد. او کار خود را به عنوان وکیل با شرکت‌های حقوقی سیمپسون تکر و بارتلت و Finn Dixon & Herling آغاز کرد. در سال ۲۰۰۶، تانگ پس از پیروزی در انتخابات مجلس نمایندگان کانکتیکات به نمایندگی از ناحیه ۱۴۷، که بیشتر شمال استمفورد را شامل می‌شود، وارد سیاست شد. او شش دوره از سال ۲۰۰۷ تا ۲۰۱۹ در مجلس حضور داشت.
تانگ از سال ۲۰۱۱ تا ۲۰۱۵ ریاست کمیته بانکی و از سال ۲۰۱۵ تا ۲۰۱۹ کمیته قضایی را بر عهده داشت.
تانگ از مدرسه شبانه‌روزی نخبگان، آکادمی فیلیپس در اندور، ماساچوست فارغ‌التحصیل شد. او در سال ۱۹۹۵ مدرک لیسانس کلاسیک را با ممتاز از دانشگاه براون دریافت کرد. او در سال ۲۰۰۰ مدرک جی‌دی را از دانشکده حقوق دانشگاه شیکاگو دریافت کرد.
در سال ۲۰۱۸، تانگ به عنوان دادستان کل کانکتیکات انتخاب شد. او در ۹ ژانویه ۲۰۱۹ به عنوان اولین دادستان کل آسیایی-اقیانوسیه-آمریکایی و افسر قانون اساسی که در سراسر ایالت در تاریخ کانکتیکات انتخاب شد، کار خود را آغاز کرد.